# Алкалоїд (підприємство)
«Алкалоїд» — македонська фармацевтична компанія (акціонерне товариство по формі), що займається виробництвом медичних препаратів, засобів для догляду за рослинами, косметичних засобів і продуктів побутової хімії більш ніж 70 років. Має 13 відділень за межами Македонії в таких країнах, як Сербія, Чорногорія, Республіка Косово, Албанія, Боснія і Герцеговина, Хорватія, Словенія, Швейцарія, Болгарія, Румунія, Україна, Росія і США. В компанії працюють понад 1300 осіб, основна частина акцій належить приватним особам, з них 5,05 % — іноземні інвестори. Головний офіс компанії розташований у Скоп'є, генеральний директор компанії — Живко Мукаєтов.

## Історія

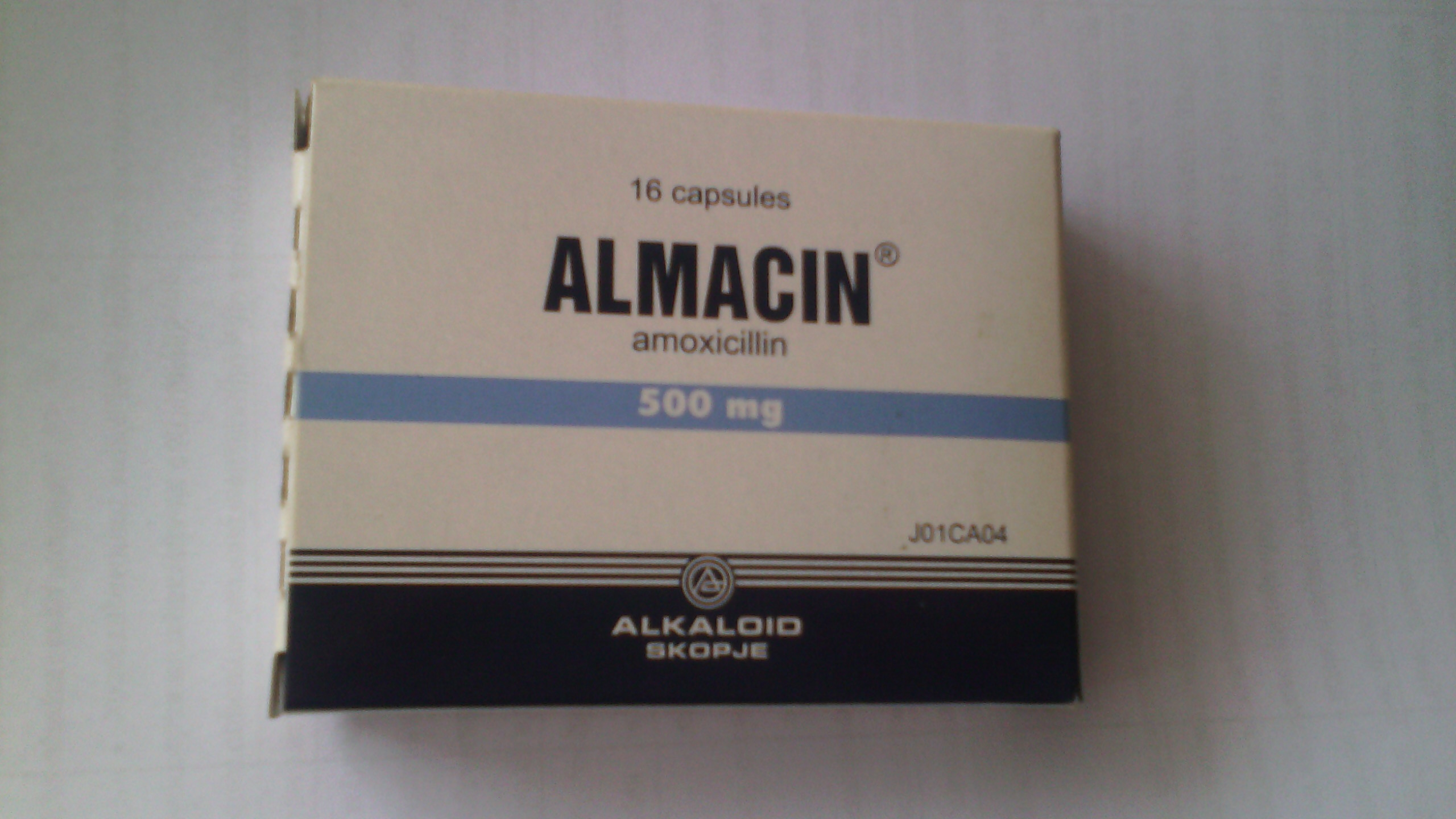
Альмацин в капсулах, виробництво «Алкалоїд»

Компанія з'явилася формально 15 серпня 1936 року, коли був відкритий перший завод «Алкалоїд» по виробництву знеболюючих препаратів. Перші 15 осіб займалися переробкою опіуму для медичних цілей. До літа 1945 року на заводі працювали всього 17 чоловік, з них тільки один мав вищу медичну освіту. Виробництво збільшувалася впродовж довгих років разом з модернізацією технології, розширенням асортименту і підвищенням кваліфікації робітників. У 1949 році на заводі працювали вже 53 робітників, виготовивши 2135 кг продукції. Прибуток підприємства зріс на третину порівняно з 1947 роком, за що завод був нагороджений премією Уряду СФРЮ як кращий завод країни.
У 1957 році був побудований другий завод, на якому медичні препарати стали виготовлюватись у формі таблеток. Чисельність працівників постійно зростала, і серед них було все більше осіб з фармацевтичною, хімічною і технологічною освітою. «Алкалоїд» став співпрацювати з найбільшими фармацевтичними компаніями Франції, Німеччини, Швейцарії, Австрії та США. У травні 1966 року підприємство «Білка» з Скоп'є почало співпрацювати з «Алкалоїдом» в плані купівлі лікарських трав. З 1969 по 1971 роки «Алкалоїд» зафіксував величезне зростання прибутку, що відобразилося у зростанні числа робітників заводу до 515 осіб на першому заводі і 671 чоловік на другому. У 1972 році був побудований третій завод для прискорення виробництва медикаментів, і незабаром почалося виробництво медичних засобів для тварин.
У 1973 році «Алкалоїд» придбав підприємства «Лафома» і «Цвєтан Дімов», почавши виробництво фарби, фотоматеріалів, мила і косметики, а в 1978 році до цієї групи підприємств приєдналася компанія «Пролетер», що виробляла фарби та лакофарбові покриття. Загальна чисельність співробітників досягла 2800 чоловік, а «Алкалоїд» увійшов у п'ятірку найбільших фармацевтичних компаній Югославії.
У 1990 році підприємство було перетворене в акціонерне товариство зі змішаною формою власності, у 1995 році — приватизовано. До 1998 року акції були розподілені між приватними власниками.